# Krzysztof Jabłoński (leśnik)
Krzysztof Jabłoński – polski leśnik, doktor habilitowany nauk rolniczych, profesor na Uniwersytecie Przyrodniczym w Poznaniu, specjalista od mechanizacji prac leśnych oraz użytkowania lasu.

## Kariera naukowa
W 1985 roku został zatrudniony na  Uniwersytecie Przyrodniczym w Poznaniu, gdzie w 1986 roku uzyskał tytuł magistra inżyniera. W 1995 roku Wydział Leśny tej samej uczelni nadał mu stopień doktora nauk rolniczych w zakresie leśnictwa na podstawie rozprawy pt. Badania nad procesami technologicznymi, ilością i jakością zrębków pozyskiwanych z rębnych drzewostanów brzozowych, której promotorem był Henryk Różański. W 2007 roku ten sam wydział nadał mu stopień doktora habilitowanego nauk rolniczych w dyscyplinie leśnictwa na podstawie pracy pt. Optymalizacja sposobów realizacji procesu technologicznego pozyskiwania i zrywki drewna na określonym obszarze leśnym.